# Pudhari
Pudhari is een Marathi-dagblad, uitgegeven in Kolhapur, Maharashtra, India. De krant werd opgericht door Dr. Ganpatrao Govindrao Jadhav.
Het is de op drie na grootste Marathi-krant. De krant komt uit in verschillende edities: in Mumbai, Pune, Kolhapur, Sangli, Satara, Solapur, Ahmednagar, Ratnagiri, Sindhudurg, Belgaum en een editie in Goa. De hoofdredacteur is Pratap Sinh Jadhav (2012). Pudhari is ook een radiostation begonnen, Tomato FM.